# Molise, Molise
Molise är en ort och kommun i provinsen Campobasso i regionen Molise i Italien. Kommunen hade 171 invånare (2018).